# 베블런재

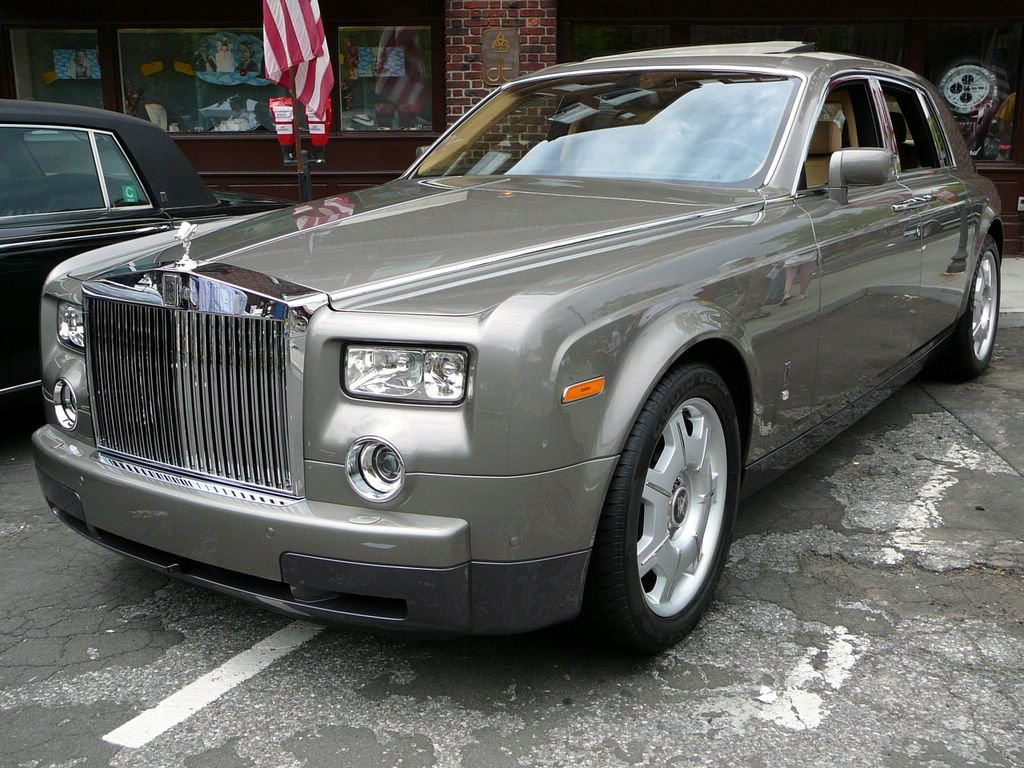
사치스러운 차들은 종종 그들의 가격때문에 소망의 대상이 되는데, 그 높은 가격이 어느 정도의 신분 상승을 이루어 주기 때문이다. 이같은 결과로 인해 극히 비싼 차들은 베블런재의 예로 들을 만 하다.

베블런재(Veblen財, 영어: Veblen goods)는 사람들의 선호가 가격에 직결되고, 가격에 따라 선호도가 올라가는 것을 말한다.
즉, 높은 가격은 해당 재화를 구매하는데 있어 장해 요인으로 작용하므로, 해당 재화를 소유 한다는 것은 자신이 그와같은 장해를 극복할 수 있는 능력을 지녔다는 신호 효과를 발생시키므로, 상품이 실질적으로 제공하는 효용(상품을 소모할 때 얻을 수 있는 효용)이외에 추가적인 효용이 높은 가격에 의해 발생한다는 것이다. 다만 이때 배블런재의 가격은 일반적인 소득수준을 가진 사람은 구입하기 어려울 정도로 충분히 높아야만 이러한 장해요인이 될 수 있다.
이 정의는 실제로 어떤 베블런재가 존재한다고 증명하지 않는다. 하지만, 이 정의는 몇몇 종류의 높은 지위가 연상되는 상품들, 즉 비싼 와인이나 향수와 같은 사치재의 일종을 베블런재라고 규정한다. 그 이유는 이 물품들의 가격이 '하락'할수록 이 물품들이 더 이상 높은 지위를 연상시키거나 특별하다고 느껴지지 않기 때문이고, 그에 따라 이 물품들에 대한 선호도가 '떨어지기' 때문이다. 비슷한 이유로, 가격의 상승은 높은 지위의 연상이나 특별한 느낌을 연상시킴으로 선호도를 증가시킨다. 베블런  효과는 미국의 경제학자인 소스타인 베블런이 명명했는데, 그는 또한 과시적 소비와 지위경쟁이론을 처음으로 발견한 경제학자이다.

## 다른 연관된 효과들
베블런 효과는 다른 많은 미시경제학에 있는 소비 이론의 이례적인 이론중 하나로, 다른 연관된 효과들은:
- 속물 효과: 많은 사람이 원하는 것과 다른 것을 원하는 선호현상
- 편승 효과: 구입하는 사람이 많을수록 그에 대한 선호도가 증가하는 현상 (네트워크 외부성을 참조)
- 반-베블런 효과, 즉 가격이 떨어질 수록 그에 대한 선호도가 증가하는 현상.

처음 두개와 베블런 효과는, 레번스타인의 글에서 자세히 토론되고 있다 (1950). 반-베블런 효과에 대해서는 덜 알려져 있으나, 이론적으로 베블런재에 관한 한 그룹을 완성하고 있다; 이것은 Lea et al (1987)에 의해 처음 소개되었다.
한가지 주의해야 할 사실은 여기서 소개된 어떤 효과들도 가격의 변화에 따라 요구되는 정확한 상품의 개수(구입된 상품의 개수)를 정확히 예측하지 않는다는 것이다 - 이들은 단지 선호도나 경향이 바뀐다고만 할 뿐이다. 상품의 요구에 관한 정확한 효과는 다른 상품의 존재, 그들의 가격, 그리고 대체상품에 의해 달라진다. 이 효과들은 소비 이론안의 예외들인데, 정통소비 이론에서는 물품의 가격이나 판매 개수와는 선호도가 관계가 없다고 정의내리기 때문이다. 그러므로 이들은 한데 묶여서 상호작용효과라고 불린다.
또한 참고해야 할 사실은 배블런재의 가격과 선호도의 연관관계는 기펜재의 상호작용과는 반대되는 것으로 등장한다는 것이다. 기펜재는 가격이 오름에도 수요가 증가하는 특별한 재화를 의미하는데, 기펜재에 있어 이러한 수요변화 현상은 가격에 의한 선호도 변화와는 상관없이 발생한다.(소득 효과와 대체 효과의 의 합산에 의해 일어난다)
최근 연구(예: Chao and Schor, 1998)들은 상호작용효과가 존재하는 상품들에 대한 경험적 증거들에 대해 논하고 있다.

## 같이 보기
- 과시 효과